# Konrad Leberecht Marschall von Bieberstein
Konrad Leberecht Marschall von Bieberstein (* Januar 1695 in Hedersleben; † 28. Januar 1768 in Berlin) war ein preußischer Generalleutnant der Kavallerie sowie Erbherr auf Reichstädt und Bethenhausen.

## Leben

### Herkunft
Er war der Sohn von Alexander Marschall von Biberstein (1673–1720), einem königlich polnischen und kursächsischen Landkammerrats und Obersteuereinnehmers. Seine Mutter war dessen zweite Frau Rachel Sophie, geborene von Helldorff († 9. Dezember 1710).

### Militärkarriere
Er ging zunächst in kursächsische und später in württembergische Dienste, wo er bis zum Obristen kam. Als die Herzogin von Württemberg 1741 das Dragonerregiment Nr. 12 an die Preußen verlieh, war er dessen Oberst und Kommandeur. Am 20. Juli 1745 wurde er mit dem Patent vom 26. November 1743 zum Generalmajor ernannt. Am 11. September 1753 wurde er zum Generalleutnant befördert.
1749 ging das Dragonerregiment an den Prinzen Friedrich Eugen von Württemberg. Dafür bekam er im Februar 1752 die Amtshauptmannschaft von Acken, Calbe und Gottesgnade, dazu eine Zulage von 1000 Talern, die im Januar 1753 noch erhöht wurde.
In sächsischen Dienste nahm er an dem Feldzug gegen die Türken in Ungarn teil. In preußischen Diensten kämpfte er im Zweiten Schlesischen Krieg und im Siebenjährigen Krieg. Hier zeichnete er sich in den Schlachten von Hohenfriedberg, bei Groß-Jägersdorf (1757) und bei Zorndorf (1758) aus. Danach war er nicht mehr im Feld.
Er bekam eine Pension von 2000 Talern sowie den Einkünften aus den Amtshauptmannschaften.

### Familie
Er war zweimal verheiratet. 1739 heiratete er Wilhelmine Friederike Gayling von Altheim (* 3. August 1699) Tochter von Leopold Ludwig Gayling von Altheim (1665–1757) und Christiane Elisabeth von Sternfels. Das Paar hatte einen Sohn:
- August Ludwig Leberecht (* 8. Juli 1740; † 6. Dezember 1790), Major bei den badischen Leib-Grenadieren

Seine zweite Frau heiratete er am 21. Juli 1744. Es war Fredericke Charlotte von Treskow ((Taufe) 24. Februar 1722; † 26. Juni 1785), die Witwe von Stephan Bernd von Dewitz (* 31. März 1672; † 8. Februar 1728). Sie war die Tochter des Feldmarschallleutnant Adam Friedrich von Tresckow (1667–1732) und Charlotte Wilhelmine von Watzdorf a.d.H. Schloßberg. Mit ihr hatte er zwei Söhne und zwei Töchter, darunter:
- Friedrich Alexander Leberecht (* 1746; † 15. Februar 1779), Premierleutnant
- Wilhelmine Charlotte Dorothea (* 1747) ⚭ 1778 Karl Ludwig Friedrich von Taubenheim (1732–1793), königlich preußischer Geheimer Rat[2]
- Wilhelmine ⚭ Friedrich von Dankelmann († 1792)

## Weblink
- Stammbaum